# Les Arts et l'Amitié
 (août 2019).
- Si vous ne connaissez pas le sujet, laissez ce bandeau (vous pouvez alors contacter les auteurs).
- Si vous supprimez le contenu mis en cause (vous pouvez préalablement contacter les auteurs),

argumentez précisément cette suppression dans la page de discussion
(un manque de référence n'est pas un argument ; une recherche réelle de référence doit avoir été effectuée, être formellement documentée).
 (juillet 2014).
 (octobre 2018).
Les Arts et l'Amitié est l'une des plus anciennes loges maçonniques d'Aix-en-Provence. Elle est fondée tout d'abord sous le titre de « l'Amitié » le 23 février 1772, elle est depuis l'origine de celui-ci affiliée au Grand Orient de France. Tout au long de ses 240 ans d'existence, elle est un exemple typique de l'évolution sociologique de la franc-maçonnerie française : modèle d'intégration des roturiers sous l'Ancien Régime, en ébullition sous la Révolution avant d'être mise en sommeil par celle-ci, soumise sous le Premier Empire, elle renaît après le choc de la Restauration puis s'épanouit sous le Second Empire avant de vivre difficilement la période transitoire préalable à la Troisième République.

## Historique

### «L'Étroite Persévérance» avant l'«Amitié»
Bien que des auteurs anciens aient écrit que les activités maçonniques à Aix-en-Provence remonteraient à 1754, la plus ancienne des loges connues attestées dans cette ville est l'« Étroite Persévérance » fondée le 10 février 1762 par la loge « La Prudence » sise à Marseille et rattachée à la Grande Loge de France. Le 10 mars 1764, l'« Étroite Persévérance » deviendra loge capitulaire. Puis un second atelier est créé à Aix-en-Provence le 16 mars 1766 : les « Amis réunis ». Le 22 mai 1768 les deux ateliers se réunissent et forment l'« Étroite Persévérance des amis réunis », toujours rangée sous la bannière de « La Prudence ».
Le 4 juin 1769 « La Prudence » fusionna avec la Mère Loge écossaise de Marseille, Saint Jean d'Écosse de Marseille, dont elle reconnut la suprématie entraînant derrière elle les loges qu'elle avait fondées et notamment celle d'Aix-en-Provence à laquelle on accorda le titre de fille aînée. Saint Jean d'Écosse de Marseille, qui affirmait avoir été fondée le 17 juin 1751, s'était proclamée « loge mère » de son propre rite maçonnique. Le rattachement à cette loge-mère ne fut pas du goût de tous les membres et certains créèrent en conséquence « Les Amateurs de la vertu » qui prirent en 1771 le nom de la « Douce Harmonie ». Cette dernière ayant suspendu ses travaux, des frères s'adressèrent à l'« Amitié », de Bordeaux, créée le 1er février 1741 par la Grande Loge de France, pour obtenir des constitutions. Ainsi naquit le 23 février 1772 l'« Amitié ». Après sa création la loge l'« Amitié » sera absorbée dès le 7 août 1774 par l'« Étroite Persévérance des amis réunis ». Puis, un nouvel atelier, « La Réunion des vrais amis », procédera à un premier réveil de la loge initiale le 5 novembre 1781.

### Révolution et1erEmpire
La Révolution amènera après une période d'effervescence la fermeture des trois loges aixoises d'alors, l'« Étroite Persévérance des amis réunis » qui renaîtra plus tard sous le nom des « Amis de la bienfaisance », l'« Amitié » et la « Réunion des amis de la paix ».
Sous l'Empire un nouvel atelier, dénommé tout d'abord l'« Intimité » puis les « Préjugés Vaincus », reprendra le flambeau et le nom de l'« Amitié » le 24 juin 1803. Parallèlement, une nouvelle loge, essentiellement composée de militaires, sera créée le 18 juin 1810. C'est elle qui portera pour la première fois l'appellation des « Arts et l'Amitié ».

### Restauration
La Restauration qui avait dans un premier temps entraîné nouvelle fermeture des ateliers maçonniques, verra l '« Étroite Persévérance » devenir les « Amis de la bienfaisance » en 1825, suivie du réveil et de la fusion de l'« Amitié et des Arts » et de l'« Amitié » le 18 juillet 1826. Celle-là rejoignant celle-ci le 11 juin 1829, transformant alors les "Arts et l'Amitié" en loge capitulaire,. Une période d'interruption des travaux étant survenue à la fin de la période de la Restauration, la loge ouvre à nouveau le 1er septembre 1847. Et un tableau des membres de l'atelier est établi le 14 février 1851.

### Le Second Empire: une ère de prospérité
Dans la préface de l'ouvrage de Christiane Derobert-Ratel Les Arts et l'Amitié et le rayonnement maçonnique dans la société aixoise de 1848 à 1871, le professeur Bruno Étienne rappelle tout d'abord que, à l'époque, trois cents maçons sont présents dans la ville d[Aix-en-Provence sur une population totale de 30 000 habitants, soit 1 % de l'ensemble, tous âges et sexes confondus. Ainsi, les frères sont-ils naturellement présents dans toutes les instances sociales. Et Étienne de relever que l'« on passe de la sociabilité à la socialité puis à la politique par les loges ». Loge au sein de laquelle les francs-maçons pratiquent peu l'ésotérisme, qui ne deviendra à la mode que plus tardivement et principalement après la Seconde Guerre mondiale. En effet, privés de liberté de réunion affirmée ou du droit d'association, les frères ne font pas encore de l'introspection une de leurs priorités. En revanche, est d'autant plus importante la vie sociale de ces mêmes francs-maçons participant activement aux bals, fêtes et cérémonies de la ville. C'est par conséquent sous le régime fort du Second Empire, tout au moins durant sa première décennie, que les « Arts et l'Amitié », et par là-même, la franc-maçonnerie aixoise, connaîtront l'une de leurs plus grandes ères de prospérité. L'atelier sera dirigé en 1867 par le frère Bremond, en 1868 par Milhaud, en 1869 par Bremond à nouveau et en 1870 par de Séranon. E.Bremond, avocat, soutiendra fortement la nouvelle tendance démocratique et anticléricale qui succède au premier siècle d'histoire de la loge. Sera également Orateur à cette époque Jules Crémieu, fils de Louis Crémieu, professeur à la faculté de Droit d'Aix-en-Provence, lui-même bâtonnier de l'Ordre des avocats de 1866 à 1868.

### La Troisième République: déboires et renouveau de la Loge
En 1870, les frères interrompent leurs travaux du fait de la guerre. Ceux-ci recommenceront dès le mois d'avril 1871 sous le titre provisoire de "la Concorde en instance" avant la reprise du nom des "Arts et l'Amitié". Une mise en sommeil sera ordonnée par le Grand Orient de France le 13 mai 1889 pour irrégularité, la loge ayant en effet cessé de correspondre avec le pouvoir central. Le Conseil de l'Ordre de l'obédience la relèvera de cette irrégularité en sa séance du 9 septembre 1890.
Affluent alors plusieurs professeurs de l'école normale, du lycée, de l'école des Arts et Métiers devenue École nationale supérieure d'arts et métiers, des magistrats dont deux avocats généraux à la cour d'appel, le commissaire central de police, le maire d'Aix-en-Provence Benjamin Abram. La loge des "Arts et l'Amitié" reprendra son rôle central dans la vie politique, intellectuelle et philosophique de la Ville d'Aix-en-Provence. Un bel exemple en est encore fourni par Jules Sauteron de Seranon qui fréquentera de nombreuses années la loge cumulant les titres et fonctions d’avocat, de bâtonnier, d’académicien, d’officier municipal et de vénérable.

### Début duXXesiècle
De 1906 à 1940, la loge est dirigée par le même professeur de mathématiques et intendant de l'école normale de garçons, M. Richaud, dont le cinquantenaire maçonnique est célébré en 1945. Cette stabilité est due à un épisode tragi-comique de l'histoire de la Loge. En 1890 l'atelier initie un jeune avocat, ambitieux et sans scrupules, Gabriel Baron, fils d'un riche banquier de Cannes qui brigue le mandat de député de Victor Leydet. Celui-ci, en 1897, aux fins de s'attirer les voix de la réaction dont il aura besoin pour être élu, donne sa démission de la franc-maçonnerie en faisant passer sa lettre par le canal de l'archevêché d'Aix-en-Provence à Monseigneur Gouthe-Soulard. Baron deviendra maire d'Aix-en-Provence de 1896 à 1897 et député de 1897 à 1898. La maçonnerie aixoise fait tous les frais du scandale sans précédent qui en résulte. La loge, discréditée, est mise en sommeil en 1895 avant son réveil le 25 novembre 1906 sous le vénéralat de Richaud, succédant à Ferrières. Ce frère est le premier membre de l'atelier à faire partie du  Grand Collège des rites que préside bien plus tard un autre maçon des Arts et l'Amitié, Jean Mourgues.
À cette même époque, l'atelier comprend parmi ses membres Eliacin Naquet, frère d'Alfred Naquet auteur de la loi du 27 juillet 1884 rétablissant le divorce.Eliacin est né le 15 mai 1843 à Carpentras d'une famille judéo-comtadine. Étudiant en droit en 1863 à Aix-en-Provence, il est reçu apprenti à la Loge le 13 mai 1864, il y côtoie son cousin germain Jules-Salomon Crémieu alors Orateur des Arts, et Benjamin Abram étudiant en droit également et futur Maire d'Aix-en-Provence de 1888 à 1896.
La carrière du frère E. Naquet se poursuivra par sa nomination le 25 septembre 1871 comme chargé de cours à la faculté d'Aix-en-Provence, son élection comme Officier municipal en 1878, réélu en 1881, et celle de conseiller général du Vaucluse dans le canton de Cadenet. Il s'attache au développement de la laïcité de l'enseignement pour permettre l'enracinement de la République, et participe à l'amélioration des conditions d'incarcération des jeunes mineurs. Il sera victime de violentes attaques antirépublicaines et antisémites : La France juive d'édouard Drumont déplore que « des magistrats chrétiens soient remplacés par des juifs [...] Eliacin Naquet ». Celui-ci se tournera notamment vers les activités agricoles et vinicoles dans sa propriété de Château Lacombe, aujourd'hui d'appellation d'origine contrôlée (AOC), côtes-de-provence.
Après son réveil, l'atelier est doté d'un règlement intérieur en bonne et due forme puisque adopté par les Arts et l'Amitié lors de la tenue du 17 mars 1907 et homologué par le Conseil de l'Ordre dans sa séance du 5 juin 1907.Par décision extraordinaire en date du 14 juin faisant suite au séisme de 1909 en Provence, en présence de la catastrophe qui a désolé à la région, la loge s'associant au deuil public décide: de supprimer sa fête solsticiale du dimanche 20 courant, de supprimer la tenue du même jour, d'affecter aux victimes du sinistre une somme de cent francs prise au trésor de l'atelier, ainsi que le montant total des médailles de banquet souscrites par les membres de l'atelier.
En 1914, la guerre interrompt les travaux qui reprennent en 1919 dans la chapelle désaffectée de Sainte-Marthe.

### De la dernière clôture des travaux en 1940 à la réouverture de 1944
Le 26 novembre 1944 se tient la première réunion d'après-guerre sous la direction de Coste, anciennement premier surveillant et futur vénérable, Richaud étant décédé en juin de la même année. De nombreux frères se sont, durant la fermeture des travaux, illustrés dans la Résistance. Ainsi, Arène et Raboisson, médecins militaires, Gardiol, Dusser, Savine, ancien et futur maire de Gardanne, Remondin, l'instituteur révoqué Pascal, Corradi, maire de Septèmes-les-Vallons, Granger, et le professeur Palanque. Également, participent à la Libération, Félix Gouin, Henry Malacrida, Pierre Guindon honoré d'un rond-point par la Ville, et Roger Lerda. Lors de la première tenue le 4 mars 1945 sont honorés Gaston Weil, Maurice Plantier, compagnon de la Libération, ancien adjoint de Max Juvenal dont une avenue porte le nom, avocat, futur président du conseil général, futur bâtonnier de l'ordre des avocats.

### Fête du bicentenaire (1772-1972)
Le dimanche 4 juin 1972 est célébré le bicentenaire des Arts et l'Amitié avec notamment le discours prononcé par Léonce Corriol, vénérable d'honneur, ayant lui-même dirigé la loge de 1959 à 1961, et la préface de l'autre vénérable d'honneur Jullien à la plaquette édité à cette occasion. L'histoire de la loge se poursuit jusqu'à nos jours avec de nombreux essaimages donnant lieu à la création des ateliers qui composent le paysage maçonnique aixois actuel, tant au sein du Grand Orient que dans d'autres obédiences, comme Le Droit humain. Ainsi sont notamment issues de la loge mère « Aurore », « Arc-en-Ciel » et des petites-filles telles « Règle et Liberté » ou « Aquae Sextiae ».
Louis Philibert membre de la loge, né le 12 juillet 1912 et décédé le 21 juin 2000, était alors député d'Aix-en-Provence avant de devenir sénateur. Il fut élu conseiller général des Bouches-du-Rhône avant d'en devenir le président.

### Un véritable cadavre dans le cabinet de réflexion
Il semblerait que le dernier condamné au supplice de la roue par le parlement d'Aix ait participé involontairement à l'histoire de la loge.
Le 14 juillet 1790, le jeune Anicet Martel assassine le marquis Jean-Baptiste d'Albertas, édificateur de la place qui porte son nom à Aix-en-Provence, dans le prolongement de la rue Espariat, autre membre de la Loge l'Amitié. Le marquis occupe alors les fonctions de premier président de la Cour des comptes, aides et finances de Provence. Arrêté, Martel est roué vif le 2 août 1790 sur la place des Prêcheurs. Enterré par les Pénitents gris, le corps sera exhumé des années plus tard et sera placé dans le cabinet de réflexion destiné aux impétrants souhaitant intégrer les Arts et l'Amitié dès avant 1826. Ainsi, le futur vénérable Léonce Corriol sera-t-il lui-même initié en février 1907 après passage auprès de Martel la peau parcheminée, ridée et noircie par le temps, le visage grimaçant et les attributs sexuels racornis.

### Un projet moderne abouti: la Convention Internationale des Droits de l'Enfant
La participation directe et essentielle de frères de la loge, de concert avec des membres d'autres obédiences, à la rédaction puis à la proclamation le 20 novembre 1989 de la « Convention internationale des droits de l'enfant » par l'Assemblée générale de l'Organisation des Nations unies témoigne de l'attention des membres de l'atelier pour les questions de la cité.[réf. nécessaire]

### La loge et la question religieuse: d'une relation évolutive au phénomène laïque
Le premier cinquantenaire de la loge est marqué par sa proximité avec le fait religieux et les clercs eux-mêmes. Ainsi, à cette époque, être frère maçon et membre d'une communauté religieuse est non seulement possible mais encore communément admis. En 1815, par exemple, d'Arlatan de Lauris qui fut vénérable des « Arts et l'Amitié », est en même temps recteur de la Confrérie des pénitents gris, aussi dénommés Bourrais, dont la chapelle est toujours sise rue Lieutaud à Aix-en-Provence. À l'époque du Second Empire, comme relevé dans l'ouvrage de Christiane Derobert-Ratel, 91,24 % des frères sont catholiques de confession, 4,38 % israélites et 4,38 % protestants. Sous le vénéralat de Jules Sauteron de Seranon (1863-1867 puis 1870), l'esprit de la loge est encore nettement d'essence cléricale. Ce n'est qu'à l'époque de Dequaire, professeur au lycée, orateur aux convents de 1888 et 1892 que les maçons prennent nettement leurs distances avec les clercs. Le discours de clôture prononcé par celui-ci lors du convent de 1892, présidé par Paul Doumer, est un véritable programme d'action civique et sociale comprenant notamment l'appel à la nécessaire séparation de l'Église et de l'État. La Troisième République verra venu le temps de l'anticléricalisme militant en réaction à l'hostilité manifestée par l'Église catholique. Le 3 août 1892 Pourquery de Boisserin prononce une conférence sur le cléricalisme face à une loge emplie d'esprit laïque. En 1913 est initié au sein des « Arts et l'Amitié » Berthon, viticulteur de La Fare, ancien séminariste repenti, farouchement anticlérical. Les temps ont alors changé. La période de l'après seconde guerre porte encore les traces de cet anticléricalisme qui, de militant, devient de bon teint, les tenues ayant alors lieu le dimanche matin aux heures des offices religieux, avant de mener aujourd'hui à une laïcité apaisée.

## La loge: un lieu de mixité confessionnelle et sociale
Sous l'Ancien Régime, la loge est déjà un lieu de rencontres interclasses sociales où noblesse et peuple peuvent se rencontrer. Tout au long du XIXe siècle et jusqu'à nos jours les conditions d'admission sont celles contenues dans les règlements particuliers des « Arts et l'Amitié » déterminés par les articles 80 du règlement de 1848, 4 et 5 de celui de 1863 : « Aucun profane ne peut être proposé à l'initiation ni admis s'il n'a 21 ans accomplis, s'il n'est de bonnes mœurs et exerçant une profession honorable. »
Sous le Premier Empire, la loge est essentiellement composée de militaires et la tendance politique est alors celle de la fidélité au régime impérial et de culte en la personne de Napoléon ce qui n'est d'ailleurs pas sans conséquence quant à l'indépendance d'esprit des frères qui célèbrent l'« illustre héros dont la renommée avec ses cent voix en peut suffire pour raconter les exploits ». Les seuls membres du peuple alors admis sont principalement des frères à talents, (dits « frères servants ») préposés à l'entretien du temple et à l'ordonnance des banquets. Sous le Second Empire, la composition sociologique de la loge a évolué et reflète le triomphe de la classe bourgeoise puisque commerçants et artisans représentent alors 53,79 % des membres des « Arts et l'Amitié ». Les anciennes classes dominantes ont cédé la place : le pourcentage de membres issus du clergé est de 0,76 %, de l'armée 1,52 %, des propriétaires 11,36 %. À ce premier mélange social s'en ajoute un autre tout aussi novateur, celui des juifs et des chrétiens. Sont ainsi orateurs l'avoué Bédarride de 1848 à 1850, Jules-Salomon Crémieu de 1863 à 1869, Benjamin Abram en 1869.
La présence de membres de confession israélite ne s'est jamais démentie jusqu'à nos jours, illustrée entre autres par la présence de Gaston Weil dont le tragique destin est rappelé ci-dessus.

### Ésotérisme et politique: deux aspects complémentaires d'une même pensée
Les activités des francs-maçons sont organisées au cours de réunions dénommées (tenues) au sein de temples maçonniques. Depuis l'origine de la franc-maçonnerie moderne, les frères ont toujours été attirés, voire écartelés, entre deux thèmes distincts mais complémentaires : ésotérisme et politique au sens de science des affaires de la cité. Les maçons membres des « Arts et l'Amitié » ne dérogeront pas à cette règle et s'intéresseront à ces deux aspects de la pensée. Leurs travaux ésotériques sont réunis au sein des livres d'architecture, mémoire de la loge. Mais ceux-ci ne donnent qu'une vision parcellaire du déroulement des tenues. Ce pour deux raisons principales : l'oralité des débats d'une part, et la nécessaire discrétion afférente au secret maçonnique d'autre part, ce dernier étant d'autant plus utile sous la gouvernance d'un régime politique fort, tels que le furent notamment les Premier et Second Empires.
Les travaux politiques extérieurs à la loge, mais non sans conséquences sur l'activité de celle-ci, sont bien connus. Tout au long du XXe siècle, de nombreux frères se partageront encore entre leurs activités ésotériques et politiques dans un seul et même idéal d'humanisme[réf. nécessaire]. Ainsi de 1848 à 1871, cinquante maçons sont recensés au sein du corps municipal, et en même période au moins dix des onze conseillers généraux sont francs-maçons. Tout au long du XXe siècle, de nombreux maçons continueront d'œuvrer en ces deux pôles de pensée politique et ésotérique, dans le souci constant d'un seul et même idéal d'humanisme[Quoi ?].

### Les hommes qui la composent
Reflet de la pensée des hommes de la Ville d'Aix-en-Provence à travers son histoire, elle accueillera notamment Jean-Étienne-Marie Portalis en qualité d'orateur puis de Vénérable. Ainsi, l'un des frères de l'atelier repose-t-il désormais au Panthéon après avoir rédigé le Code civil et avoir été membre de l'Académie française. Un autre frère sera Léopold Hugo, colonel du 20e régiment de ligne et père de Victor Hugo. Encore initié au sein de la loge, Félix Gouin, franc-maçon depuis 1919, maire d'Istres, sera en juillet 1940 l'un des quatre-vingt opposants parlementaires au maréchal Pétain. Fut également membre, François Adrien Boieldieu (1775‑1834), compositeur de musique lyrique, la plus célèbre étant l'opéra‑comique La Dame blanche. Enfin, le membre récent des « Arts et l'Amitié » le plus prolifique fut sans conteste Jean Mourgues, dont les ouvrages principaux sont cités en annexe, et qui dirigea longtemps le Grand Collège des rites.

### Les femmes ou sœurs qui l'accompagnent
La question de la mixité au sein de l'obédience maçonnique du Grand Orient de France existait d'ores et déjà à l'aube du XIXe siècle. Il était difficile, voire impossible, aux membres des « Arts et l'Amitié » de participer aux travaux de loge sans ne serait-ce que l'accord tacite de leurs épouses. L'approbation de celles-ci était même souhaitée et souvent obtenue en témoigne l'importance de l'activité féminine dans le cadre des actions philanthropiques menées par les maçons.
Ainsi notamment de l'exemple d'Émilie Naquet, épouse d'Eliacin, née Millaud, fille du maire de Tarascon en 1848 et 1849. Celle-ci s'active notamment à l'Union des femmes de France.
Était-il pour autant envisagé de procéder à leur initiation en tant que sœurs ? Les "Arts et l'Amitié" et d'autres Loges participeront souvent en avance sur leur temps à rapprocher les femmes de la société initiatique, bien avant la création de la Grande Loge féminine de France en 1952 laquelle faisait suite aux loges d'adoption. En témoigne notamment la preuve de tenue mixte dès 1826, et celle d'initiations féminines durant le XIXe siècle. En 2009, l'atelier votera en faveur de la possibilité pour les loges du Grand Orient de France d'initier les femmes.
Aux questions suivantes posées par l'obédience le 7 avril 1921, les cinquante-trois membres de l'Atelier répondent de la manière suivante :

« Êtes-vous partisans d'admettre dès à présent les femmes, et avec les mêmes droits que les hommes dans les Ateliers du Grand Orient de France ? »

Oui : 7 voix, Non : 29 voix, sur un total de 36 votants.

« Au cas où l'Atelier aurait répondu négativement à la question précédente : Êtes-vous partisans de la création d'ateliers exclusivement féminins, sous l'obédience du Grand Orient de France ? »

Oui : 23 voix, Non: 11 voix.

« Au cas de réponse affirmative à la question II, ces ateliers auront-ils la même organisation que les ateliers masculins, et jouiront-ils des mêmes droits que ces derniers dans leurs rapports soit avec les autres loges, soit avec le Grand Orient de France ? »

Oui : 22 voix, Non : 8 voix.

### La régularité et l'indépendance d'une loge libre
La régularité maçonnique et l'indépendance sont parfois antagonistes et leurs rapports tumultueux: Les tenues maçonniques sont soumises à un rite dont l'obédience est garante. Mais la seconde condition d'entrée en maçonnerie, après la majorité, étant d'être un homme libre, certains ont pu y voir une contradiction. La tutelle administrative du Grand Orient de France n'a jamais été contestée par les membres des "Arts et l'Amitié", mais celle-ci a pu aboutir dans les cas extrêmes à la suspension des travaux. En 1886 par exemple la situation de la loge, déjà précaire, deviendra catastrophique : effectif réduit à trente membres à la suite de démissions et de radiations pour défaut de paiement de capitation. Le 15 mars 1887, les « Arts et l'Amitié » prendront la décision de suspension. En 1890, sur intervention de Dequaire, membre du Conseil de l'Ordre du Grand Orient de France, celui-ci décidera en sa séance du 9 septembre de relever la loge de son irrégularité. Une autre mise en sommeil, pour des motifs politiques évidents, interviendra encore durant l'année 1940.

### Une nombreuse descendance
Loge historique de la ville d'Aix-en-Provence, les Arts et l'Amitié ont donné naissance à une nombreuse descendance, ce notamment depuis la Seconde Guerre mondiale. Des loges nouvelles ont été créées soit appartenant à la même obédience du Grand Orient de France, comme les loges « Les Orients réunis» 1967, « Aurore » 1973, « Arc-en-ciel »1979, lesquelles donneront elles-mêmes naissance à des petites-filles telles « Règle et Liberté » 1992 du Frère Bruno Etienne. ou « Aquae Sextiae » 1994, soit au sein d'autres obédiences, ainsi pour le Droit humain comme la « Chaîne d'union » dont sera issue la « Chaîne de l'Étoile ». Ainsi, si la mixité n'était pas de mise dans l'atelier, bien qu'une tenue dite interobédentielle ait lieu chaque été, les sœurs pouvaient également travailler en loge.